# Télévision en Russie

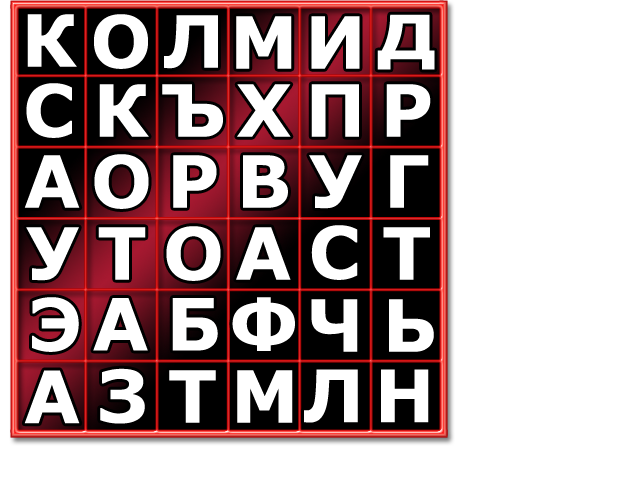
Jeu dans CallTV-Show

La télévision est l'un des principaux médias de masse en Russie, avec 74 % de la population regardant des chaînes de télévision nationales et 59 % regardant des chaînes régionales. Il y a en tout 3 300 chaînes de télévision qui sont disponibles, dont trois diffusées à l’échelle nationale, avec une couverture du territoire russe estimée a plus de 90 % : Perviy Kanal, Rossiya 1 et NTV,.

## Types de télévision

### Télévision par satellite
En 1965, le premier satellite soviet destine à la télécommunication, appelé Molniya, est lancé. Deux ans plus tard, le système national de la télévision par satellite, appelé Orbita est déployé. Le système se composait alors de 3 satellites elliptiques Molniya, des stations de liaison montante basées à Moscou, et de près de 20 stations de liaison descendante, situées dans les villes et villages des régions reculées de la Sibérie et de l'Extrême-Orient. Chaque station a une antenne parabolique de 12 mètres qui reçoit et des émetteurs qui retransmettent le signal de télévision aux particuliers.
Cependant, une grande partie du centre de l'URSS n'était pas encore couverte par les transpondeurs des satellites Molniya. 
En 1976, les ingénieurs Soviétiques développèrent un système de télévision par satellite relativement simple et peu coûteux. 
Il comprenait l'utilisation de satellites géostationnaires, dénommés Ekran, qui seraient donc équipés d'un transpondeur UHF d'une puissance de 300 W, une station de liaison montante et des stations de réception situées dans différentes villes et villages de Sibérie.
La station de réception standard, aussi appelée Ekran, était représentée comme un récepteur satellite analogique équipé d'une antenne Yagi-Uda. Plus tard, ces mêmes satellites seraient remplacés par des versions plus avancées de la série Ekran-M.
En 1979, les ingénieurs soviétiques finissent de développer Moskva ("Moscou", en russe), un système de diffusion de signal de télévision par satellite. De nouveaux types de satellites géostationnaire de télécommunications, appelés Gorizont, sont alors lancés. 
La puissance des transpondeurs dont ils étaient équipés rendit excessive la taille des antennes paraboliques des stations de réception de liaison descendante. L’ancienne antenne de 12 mètres fut donc remplacée par des antennes d'une largeur qui pouvait aller de 2,5 a 4 mètres.
En 1989, une version améliorée du système de télévision par satellite Moskva, est mise en place sous le nom de Moskva Global'naya ("Moscou Mondial", en russe). Le système comprend des satellites géostationnaires de type Gorizont et Express. Le signal de télévision de Moscou Mondial peut alors être reçu dans n'importe quel pays à l'exception du Canada et du Nord-Ouest des États-Unis. 
De nos jours, les services russes de télédiffusion sont basés sur des bus géostationnaires tels que les bus Gals, Express, Yamal, et Eutelstat qui transmettent de nombreuses chaînes de télévision en accès libre. Selon une estimation, NTV, qui appartient à Gazprom, retransmet des programmes à près de 1 500 000 téléspectateurs.